# Ectactolpium astatum
Espèce
Ectactolpium astatum est une espèce de pseudoscorpions de la famille des Hesperolpiidae.

## Distribution
Cette espèce se rencontre en Afrique du Sud et en Namibie.

## Description
Ectactolpium astatum mesure de 2,8 à 3,3 mm.

## Publication originale
- Beier, 1947 : Zur Kenntnis der Pseudoscorpionidenfauna des südlichen Afrika, insbesondere der südwest- und südafrikanischen Trockengebiete. Eos, Madrid, vol. 23, p. 285-339 (texte intégral).